# 佩姬·古根漢美術館
佩姬·古根漢美術館位於義大利威尼斯大運河旁，為美國名流佩姬·古根漢於1948年買下，居住三十年，她逝世後的骨灰亦葬在此。建築最後捐贈給古根漢基金會並成立美術館，裡面的展示品有許多是她的二十世紀藝術收藏，包括立體派、超現實主義、抽象表現主義作品。

## 歷史
佩姬·古根漢為古根漢基金會創辦人所羅門·古根漢的姪女，1898年在紐約出生，父親家族由礦業致富，母親家族則從事銀行業。在她年幼時，父親班傑明·古根海姆於1912年的鐵達尼號沉沒事故中喪生，到了1938年，她在倫敦開設了藝廊，並在二戰期間累積一批藝術收藏。
1941年，佩姬·古根漢自歐洲返回出生地紐約，並在隔年開設一間現代藝術館（Art of This Century），展示她收藏的立體派、抽象派、和超現實主義作品。在這段期間，佩姬古根漢也支援當地藝術家和抽象表現主義等類型的藝術發展。直到1947年，佩姬古根漢回到歐洲，她在1948年的威尼斯雙年展上展示了收藏，並在威尼斯當地買下韋尼耶·萊奧尼宮（Palazzo Venier dei Leoni），作為她的個人寓所。
佩姬·古根漢買下的韋尼耶·萊奧尼宮位於大運河旁，原本設計為五層樓建築，但只在1750年代完成第一層。佩姬·古根漢買下這棟建築後，在內部擺設收藏的現代藝術作品。往後的三十年內，佩姬·古根漢持續進行藝術收藏並支援歐、美兩地的藝術創作。她在1949年於威尼斯住所的花園內展示她收藏的雕塑作品，並在兩年後對外開放整棟建物。佩姬·古根漢之後在1969年遺贈她的收藏和該棟建築給古根漢基金會，最終於1979年逝世，骨灰便埋葬於威尼斯住所的花園一隅。
1980年，古根漢基金會於原址成立佩姬·古根漢美術館。至1985年，美術館的一樓及地下室已全部改建成畫廊和相關設施，建築的正面、陽臺及庭園景觀也經重新修復與規劃。1993年，接臨美術館的兩棟公寓經設計後轉作為畫廊、店鋪及花園附屬建物使用。1995年，博物館的咖啡廳開幕，並增加更多的展廳和一座雕塑花園。在1999年和2000年，美術館獲得旁邊的兩處房地產權，進一步展開擴建工程。自1993年起，美術館占地面積已擴增一倍至4,000平方公尺。

## 外部連結
- 佩姬‧古根漢美術館官網（页面存档备份，存于）（英文）（意大利文）

45°25′51″N 12°19′54″E / 45.43083°N 12.33154°E
Template:威尼斯地标